# قائمة مغتالين أردنيين
شهد تاريخ المملكة الأردنية الهاشمية عدداً من حوادث الاغتيال التي استهدفت شخصيات بارزة لعبت أدواراً محورية في الحياة السياسية والاجتماعية. وقد جاءت هذه الاغتيالات في سياقات متعددة، تراوحت بين التحولات السياسية الداخلية، والصراعات الإقليمية، والتجاذبات الجيوسياسية التي أثّرت على المملكة في فترات مختلفة. وفيما يلي قائمة بأبرز الشخصيات الأردنية المغتالة، مرتبة ترتيباً زمنياً يبدأ بالملك عبد الله الأول بن الحسين، الذي اغتيل عام 1951، وينتهي بالكاتب ناهض حتر، الذي قُتل في عام 2016.

## القائمة
هذه قائمة بالشخصيات الأردنية البارزة التي تعرضت للاغتيال، مع الاسم، وصورة للشخصية، وتاريخ الاغتيال، والقاتل أو الجهة المسؤولة، وطريقة الاغتيال.
| الرقم | الاسم                          | صورة | تاريخ الاغتيال | القاتل / الجهة المسؤولة                                        | طريقة الاغتيال   | نبذة عن السياق                                                                                    | مرجع              |
| ----- | ------------------------------ | ---- | -------------- | -------------------------------------------------------------- | ---------------- | ------------------------------------------------------------------------------------------------- | ----------------- |
| 1     | الملك عبد الله الأول بن الحسين |      | 20 يوليو 1951  | مصطفى شكري عُشّو                                                 | إصابة بعيار ناري | اغتيل في القدس في سياق التوترات الإقليمية بعد حرب 1948.                                           | [ 1 ]             |
| 2     | إبراهيم هاشم                   |      | 14 يوليو 1958  | متظاهرون في ثورة تموز                                          | إصابة بعيار ناري | اغتيل في بغداد خلال ثورة 14 تموز التي أطاحت بالنظام الملكي في العراق.                             | [ 2 ]             |
| 3     | هزاع المجالي                   |      | 29 أغسطس 1960  | غير معروف (اتهامات لأجهزة استخبارات الجمهورية العربية المتحدة) | تفجير            | اغتيل في عمّان في سياق التوترات بين الأردن والجمهورية العربية المتحدة.                             | [ 3 ]             |
| 4     | وصفي التل                      |      | 28 نوفمبر 1971 | منظمة أيلول الأسود (فخري العمري وآخرون)                        | إصابة بعيار ناري | اغتيل في القاهرة بعد دوره الحاسم في أحداث أيلول الأسود وطرد الفصائل الفلسطينية المسلّحة من الأردن. | [ 4 ] [ 5 ] [ 6 ] |
| 5     | معاذ الكساسبة                  |      | 3 يناير 2015   | تنظيم الدولة الإسلامية (داعش)                                  | إعدام حرقاً       | اغتيل في سوريا ردًا على مشاركة الأردن في التحالف الدولي ضد داعش.                                   | [ 7 ]             |
| 6     | ناهض حتر                       |      | 25 سبتمبر 2016 | رياض إسماعيل أحمد عبد الله                                     | إصابة بعيار ناري | اغتيل في عمّان بعد توجيه تهمة إثارة النعرات المذهبية له بسبب رسم كاريكاتوري.                       | [ 8 ]             |